# Alalgar
Alalgar (translittéré Alalĝar,  Alalngar ou Alaljar), roi d'Eridu, est le second roi antédiluvien de Sumer mentionné par la liste royale sumérienne, après Alulim.

## Sources
Selon la liste royale sumérienne, il aurait régné 10 sars (36 000 ans).
Selon la tablette WB 62, il aurait régné 20 sars (c'est-à-dire 72 000 ans).
Bérose, qui le nomme « Alaparos » (Άλαπαϱος), lui attribue un règne de 10 800 ans (c'est-à-dire 3 sars).
On ne sait s'il s'agit d'un personnage réel ou d'un mythe. Son règne, en tout état de cause, devrait être antérieur à 2900 av. J.-C., date communément admise du « déluge ».